# Tiếng Bắc Kinh
Tiếng Bắc Kinh (giản thể: 北京话; phồn thể: 北京話; Hán-Việt: Bắc Kinh thoại; bính âm: Běijīnghuà) là phương ngữ uy tín của tiếng Quan Thoại được nói ở vùng đô thị Bắc Kinh, ngoại trừ phương ngữ Bắc Kinh của các quận ngoại ô. Âm vị của phương ngữ Bắc Kinh là nền tảng âm vị của Hán ngữ tiêu chuẩn - ngôn ngữ chính thức của Cộng hòa nhân dân Trung Hoa và Trung Hoa dân quốc, một trong những ngôn ngữ chính thức của Singapore. Mặc dù có những sự tương đồng với Hán ngữ tiêu chuẩn, vẫn có những khác biệt "mang tính biểu tượng" giữa hai thứ tiếng, bao gồm sự bổ sung của âm cuối -r / 儿 với một số từ (ví dụ 哪儿). Giữa triều Nguyên và triều Thanh, triều Minh cũng đưa những sự ảnh hưởng của phương ngữ miền Nam vào phương ngữ này.

## Sự thông hiểu lẫn nhau
Phương ngữ Bắc Kinh nhìn chung thông hiểu với các phương ngữ Quan Thoại khác, bao gồm cả Hán ngữ tiêu chuẩn. Tuy nhiên, nó không thông hiểu với các ngôn ngữ Hán-Tạng khác hoặc ngay cả các phương ngôn Hán ngữ bao gồm tiếng Quảng, tiếng Phúc Kiến và tiếng Ngô.
Tiếng Đông Can là một ngôn ngữ Hán dẫn xuất Quan Thoại được nói khắp Trung Á, đặc biệt là ở Kyrgyzstan và Kazakhstan. Những người nói ngôn ngữ này như nhà thơ Đông Can và học giả Iasyr Shivaza và những người khác nói rằng người Trung Quốc nói tiếng Bắc Kinh có thể hiểu tiếng Đông Can, nhưng những người Đông Can không thể hiểu tiếng Quan Thoại Bắc Kinh.

## Từ vựng
Phương ngữ Bắc Kinh đặc trưng sử dụng nhiều từ được coi là "biệt ngữ" và do đó rất ít xuất hiện hoặc hoàn toàn không xuất hiện trong Hán ngữ tiêu chuẩn. Những người nói không phải là người gốc Bắc Kinh có thể gặp khó khăn khi hiểu nhiều hoặc hầu hết những điều này. Nhiều từ lóng như vậy sử dụng hậu tố "-r", được gọi là ér hóa. Những ví dụ bao gồm:
- 倍儿 bèir – rất, đặc biệt (đề cập đến cách thức hoặc thuộc tính)
- 别 价 biéjie – đừng; thường được theo sau bởi 呀 nếu được sử dụng như một mệnh lệnh (thường được sử dụng khi từ chối một thiện ý hoặc sự lịch thiệp từ bạn thân)
- 搓 火 儿 cuōhuǒr – tức giận
- 颠 儿 了 diārle – ra đi; bỏ chạy
- 二把刀 èrbǎdāo – một người có khả năng hạn chế, hậu đậu
- 撒丫子 sayazi – đi bộ, đi, rời đi.
- 怂 sóng / 蔫 儿 niār – không xương sống, vô hồn
- 消停 xiāoting – cuối cùng và may mắn là trở nên yên tĩnh và bình tĩnh
- 辙 zhé – cách (làm điều gì đó); tương đương với Hán ngữ tiêu chuẩn 办法
- 褶子 了 zhezile – đổ nát (đặc biệt là những việc phải làm)
- 上 shang – thường được dùng thay cho 去, có nghĩa là "đi".
- 搁 ge – thường được dùng thay cho 放, nghĩa là "đến nơi".

Một số cụm từ tiếng Bắc Kinh có thể hơi phổ biến bên ngoài Bắc Kinh:
- 抠门儿 kōumér – keo kiệt, keo kiệt (có thể được sử dụng ngay cả bên ngoài Bắc Kinh)
- 劳驾 láojia – "Xin lỗi"; thường được nghe trên các phương tiện giao thông công cộng, từ Văn ngôn
- 溜达 liūda – đi dạo về; tương đương với Hán ngữ tiêu chuẩn 逛街 hoặc 散步
- 特 tè – rất; một dạng mạnh hơn của Hán ngữ tiêu chuẩn 很 và được cho là bắt nguồn từ 特别[4]

Lưu ý rằng một số "biệt ngữ" được coi là tuhua - thổ thoại (土话), hoặc ngôn ngữ "cơ bản" hoặc "không giáo dục", là những sự truyền thụ từ thế hệ cũ và không còn được sử dụng trong những người nói có học thức hơn, ví dụ:
- 起 小儿 qíxiǎor – từ khi còn nhỏ tuổi, tương tự như 打 小儿 dǎxiǎor, thường được thế hệ trẻ sử dụng nhiều hơn
- 晕菜 yūncài – mất phương hướng, bối rối, hoang mang

Những từ khác có thể được coi là "tạo ngữ" được sử dụng giữa những người nói trẻ hơn và trong giới "xu hướng hơn":
- 爽 shuǎng – cool (liên quan đến một vấn đề); tương tự 酷 (kù) (mô tả một người)
- 套瓷 儿 tàocír – ném vào vòng rổ; sử dụng trong bóng rổ
- 小蜜 xiǎomì – bạn nữ đặc biệt (hàm ý tiêu cực)

### Từ mượn tiếng Mãn và Mông Cổ
Phương ngữ này cũng chứa cả từ mượn tiếng Mãn và Mông Cổ:
- 胡同 hútòng - hồ đồng, từ tiếng Mông Cổ trung đại qudug ("giếng nước", tiếng Mông Cổ hiện đại худаг) hoặc ɣudum ("lối đi"; tiếng Mông Cổ hiện đại гудам), có thể với ảnh hưởng từ tiếng Trung 衕 ("đường phố, lối đi") và 巷 ("ngõ, hẻm ").
- 站 zhàn - ga, từ tiếng Mông Cổ trung đại čamči ("trạm bưu", trong tiếng Mông Cổ hiện đại замч "hướng dẫn")
- 哏哆/哏叨 hēnduo - khiển trách, từ tiếng Mãn[6][7]

## Ngữ pháp
Đối với âm vị học và từ vựng, ngữ pháp của phương ngữ Bắc Kinh sử dụng nhiều lượt cụm từ gần với cách nói phổ biến hơn so với tiếng Quan Thoại. Nhìn chung, tiếng Quan thoại vẫn giữ được một số ảnh hưởng từ Văn ngôn, nó cô đọng và súc tích hơn. Phương ngữ Bắc Kinh không bị ảnh hưởng bởi ảnh hưởng này. Do đó, nó ít ngắn gọn hơn tiếng Quan thoại, mặc dù thường phát âm nhanh hơn.
- Quan thoại:
  - 今天会下雨，所以出门的时候要记得带雨伞。
  - Jīntiān huì xiàyǔ, suǒyǐ chūmén de shíhou yào jìde dài yǔsan.
  - Dịch: Hôm nay trời sẽ mưa, vì vậy hãy nhớ mang theo ô khi bạn ra ngoài.
- Phương ngữ Bắc Kinh:
  - 今儿得下雨，（所以）出门儿时候记着带雨伞！
  - Jīnr děi xiàyǔ, (suǒyǐ) chūménr shíhòu jìzhe dài yǔsan!
- Dưới ảnh sự hưởng của việc giảm ngữ âm của phương ngữ Bắc Kinh:
  - Jīr děi xiàyǔ, (suǒyǐ) chūmér ríhòu jìr dài yǔsan!